# Diadeemhoningeter
De diadeemhoningeter (Melithreptus lunatus) is een zangvogel uit de familie honingeters (Meliphagidae).

## Kenmerken
De diadeemhoningeter is een kleine zangvogel met een lengte van 13 tot 15 centimeter. Hij heeft een zwarte kop en snavel, olijfgroene bovendelen en witte onderdelen.

## Verspreiding en leefgebied
Deze vogel is endemisch in oostelijk en zuidoostelijk Australië.

## Status
De grootte van de populatie is niet gekwantificeerd maar de soort wordt omschreven als algemeen. Op de Rode lijst van de IUCN heeft deze soort de status niet bedreigd.